# Io la conoscevo bene
Io la conoscevo bene är en italiensk-fransk-tysk dramakomedi från 1965 i regi av Antonio Pietrangeli.

## Utmärkelser
Filmen vann tre Nastro d'argento-priser 1966.

## Rollista i urval
- Stefania Sandrelli - Adriana Astarelli
- Mario Adorf - Emilio Ricci, "Bietolone"
- Jean-Claude Brialy - Dario Marchionni
- Joachim Fuchsberger - författaren
- Nino Manfredi - Cianfanna
- Enrico Maria Salerno - Roberto
- Ugo Tognazzi - Gigi Baggini
- Karin Dor - Barbara
- Franco Fabrizi - Paganelli
- Robert Hoffmann - Antonio Marais
- Franco Nero - Italo
- Renato Terra - mannen i husvagnen